# FA Youth Cup
Football Association Youth Challenge Cup (viết tắt:FA Youth Cup) là hệ thống giải đấu bóng đá của nước Anh do Hiệp hội bóng đá Anh tổ chức cho lứa tuổi dưới 18. Chỉ có những cầu thủ trong độ tuổi từ 15 đến 18 tuổi nhưng sinh vào ngày 31 tháng 8 của mùa giải hiện tại là đủ điều kiện để tham gia. Nó được chi phối bởi các bên thanh niên của các đội chuyên nghiệp, chủ yếu là từ Premier League, nhưng thu hút hơn 400 thí sinh từ khắp cả nước.
Vào cuối của cuộc chiến tranh thế giới thứ hai, Liên đoàn FA đã quyết định tổ chức một giải vô địch thanh niên cho Hiệp hội County xem xét nó một cách tốt nhất để kích thích các trận đấu trong số những cầu thủ trẻ chưa đủ tuổi để chơi bóng đá đỉnh cao. Các trận đấu đã không thu hút nhiều khán giả nhưng các cầu thủ xuất sắc đã được lựa chọn cho thi đấu giải thanh niên Quốc tế và hàng ngàn người đã có cơ hội để chơi trong một cuộc thi quốc gia lần đầu tiên. Năm 1951, người ta thấy rằng một cuộc thi cho các câu lạc bộ có lẽ sẽ có một sức hấp dẫn lớn hơn. FA Youth Challenge Cup (mùa giải 1952-1953) được giới hạn cho các đội trẻ của câu lạc bộ, cả chuyên nghiệp lẫn nghiệp dư là thành viên của FA.
Sự ra đời của giải đấu được Sir Joe Richards ra ý tưởng, ông là cố Tổng giám đốc của Liên đoàn bóng đá Anh. Lúc đầu, ông đưa ra ý tưởng để các câu lạc bộ tham gia giải đấu nhưng họ không hăng hái tham gia, Richards sau đó đã lấy ý tưởng đến các hiệp hội bóng đá những người thích ý tưởng và tạo ra sự cạnh tranh trong cùng một năm. Danh hiệu Youth Cup được mua bởi Football League trong chiến tranh thế giới II tuy nhiên họ không bao giờ sử dụng nó. Thư ký Liên đoàn bóng đá Fred Howarth tìm thấy chiếc cúp trong tủ tại văn phòng Starkie Street và bàn giao cho Liên đoàn bóng đá.
Manchester United là câu lạc bộ thành công nhất với 10 lần vô địch, trong khi Chelsea là nhà vô địch hiện tại.
Thông qua các giải đấu, các cầu thủ làm bàn đạp để trở thành các cầu thủ hàng đầu của Anh. Những cầu thủ như George Best, John Barnes, Ryan Giggs, David Beckham, Gary Neville, Frank Lampard, Michael Owen, Steven Gerrard, Jamie Carragher, Joe Cole, Wayne Rooney, Theo Walcott, Jack Wilshere, Adam Johnson và Gareth Bale đã có những chiến thắng hoặc chơi trong trận chung kết. FA Youth Cup mùa giải 1991-92 được nổi tiếng bởi tên gọi "Những chú chim non của Fergie".

## Những trận chung kết
xem chi tiết tại đây FA Youth Cup Finals.
- Trận chung kết được chơi 2 lượt đấu. Sau đây là tổng hợp cả hai lượt đấu chung kết.

| Năm  | Vô địch                 | Tỷ số | Á quân                  | Ghi chú                                        |
| ---- | ----------------------- | ----- | ----------------------- | ---------------------------------------------- |
| 1953 | Manchester United       | 9–3   | Wolverhampton Wanderers |                                                |
| 1954 | Manchester United       | 5–4   | Wolverhampton Wanderers |                                                |
| 1955 | Manchester United       | 7–1   | West Bromwich Albion    |                                                |
| 1956 | Manchester United       | 4–3   | Chesterfield            |                                                |
| 1957 | Manchester United       | 8–2   | West Ham United         |                                                |
| 1958 | Wolverhampton Wanderers | 7–6   | Chelsea                 |                                                |
| 1959 | Blackburn Rovers        | 2–1   | West Ham United         |                                                |
| 1960 | Chelsea                 | 5–2   | Preston North End       |                                                |
| 1961 | Chelsea                 | 5–3   | Everton                 |                                                |
| 1962 | Newcastle United        | 2–1   | Wolverhampton Wanderers |                                                |
| 1963 | West Ham United         | 6–5   | Liverpool               |                                                |
| 1964 | Manchester United       | 5–2   | Swindon Town            |                                                |
| 1965 | Everton                 | 3–2   | Arsenal                 |                                                |
| 1966 | Arsenal                 | 5–3   | Sunderland              |                                                |
| 1967 | Sunderland              | 2–0   | Birmingham City         |                                                |
| 1968 | Burnley                 | 3–2   | Coventry City           |                                                |
| 1969 | Sunderland              | 6–3   | West Bromwich Albion    |                                                |
| 1970 | Tottenham Hotspur       | 4–3   | Coventry City           |                                                |
| 1971 | Arsenal                 | 2–0   | Cardiff City            |                                                |
| 1972 | Aston Villa             | 5–2   | Liverpool               |                                                |
| 1973 | Ipswich Town            | 4–1   | Bristol City            |                                                |
| 1974 | Tottenham Hotspur       | 2–1   | Huddersfield Town       |                                                |
| 1975 | Ipswich Town            | 5–1   | West Ham United         |                                                |
| 1976 | West Bromwich Albion    | 5–0   | Wolverhampton Wanderers |                                                |
| 1977 | Crystal Palace          | 1–0   | Everton                 |                                                |
| 1978 | Crystal Palace          | 1–0   | Aston Villa             |                                                |
| 1979 | Millwall                | 2–0   | Manchester City         |                                                |
| 1980 | Aston Villa             | 3–2   | Manchester City         |                                                |
| 1981 | West Ham United         | 2–1   | Tottenham Hotspur       |                                                |
| 1982 | Watford                 | 7–6   | Manchester United       |                                                |
| 1983 | Norwich City            | 6–5   | Everton                 | Aggregated extra time                          |
| 1984 | Everton                 | 4–2   | Stoke City              |                                                |
| 1985 | Newcastle United        | 4–1   | Watford                 |                                                |
| 1986 | Manchester City         | 3–1   | Manchester United       |                                                |
| 1987 | Coventry City           | 2–1   | Charlton Athletic       |                                                |
| 1988 | Arsenal                 | 6–1   | Doncaster Rovers        |                                                |
| 1989 | Watford                 | 2–1   | Manchester City         | Aggregated extra time                          |
| 1990 | Tottenham Hotspur       | 3–2   | Middlesbrough           |                                                |
| 1991 | Millwall                | 3–0   | Sheffield Wednesday     |                                                |
| 1992 | Manchester United       | 6–3   | Crystal Palace          |                                                |
| 1993 | Leeds United            | 4–1   | Manchester United       |                                                |
| 1994 | Arsenal                 | 5–3   | Millwall                |                                                |
| 1995 | Manchester United       | 1–1   | Tottenham Hotspur       | Aggregated extra time; 4–2 on penalty shootout |
| 1996 | Liverpool               | 4–1   | West Ham United         |                                                |
| 1997 | Leeds United            | 3–1   | Crystal Palace          |                                                |
| 1998 | Everton                 | 5–3   | Blackburn Rovers        |                                                |
| 1999 | West Ham United         | 9–0   | Coventry City           |                                                |
| 2000 | Arsenal                 | 5–1   | Coventry City           |                                                |
| 2001 | Arsenal                 | 6–3   | Blackburn Rovers        |                                                |
| 2002 | Aston Villa             | 4–2   | Everton                 |                                                |
| 2003 | Manchester United       | 3–1   | Middlesbrough           |                                                |
| 2004 | Middlesbrough           | 4–0   | Aston Villa             |                                                |
| 2005 | Ipswich Town            | 3–2   | Southampton             | Aggregated extra time                          |
| 2006 | Liverpool               | 3–2   | Manchester City         |                                                |
| 2007 | Liverpool               | 2–2   | Manchester United       | Aggregated extra time; 4–3 on penalty shootout |
| 2008 | Manchester City         | 4–2   | Chelsea                 |                                                |
| 2009 | Arsenal                 | 6–2   | Liverpool               |                                                |
| 2010 | Chelsea                 | 3–2   | Aston Villa             |                                                |
| 2011 | Manchester United       | 6–3   | Sheffield United        |                                                |
| 2012 | Chelsea                 | 4–1   | Blackburn Rovers        |                                                |
| 2013 | Norwich City            | 4–2   | Chelsea                 |                                                |
| 2014 | Chelsea                 | 7–6   | Fulham                  |                                                |
| 2015 | Chelsea                 | 5–2   | Manchester City         |                                                |
| 2016 | Chelsea                 | 4–2   | Manchester City         |                                                |
| 2017 | Chelsea                 | 6–2   | Manchester City         |                                                |
| 2018 | Chelsea                 | 7–1   | Arsenal                 |                                                |
| 2019 | Liverpool               | 1–1   | Manchester City         | Aggregated extra time; 5–3 on penalty shootout |
| 2020 | Manchester City         | 3–2   | Chelsea                 |                                                |
| 2021 | Aston Villa             | 2–1   | Liverpool               |                                                |
| 2022 | Manchester United       | 3–1   | Nottingham Forest       |                                                |

## Bảng xếp hạng các nhà vô địch
| Câu lạc bộ              | Số lần vô địch | Số lần á quân | Năm vô địch                                                      | Năm á quân                                     |
| ----------------------- | -------------- | ------------- | ---------------------------------------------------------------- | ---------------------------------------------- |
| Manchester United       | 11             | 4             | 1953, 1954, 1955, 1956, 1957, 1964, 1992, 1995, 2003, 2011, 2022 | 1982, 1986, 1993, 2007                         |
| Chelsea                 | 9              | 4             | 1960, 1961, 2010, 2012, 2014, 2015, 2016, 2017, 2018             | 1958, 2008, 2013, 2020                         |
| Arsenal                 | 7              | 2             | 1966, 1971, 1988, 1994, 2000, 2001, 2009                         | 1965, 2018                                     |
| West Ham United         | 3              | 4             | 1963, 1981, 1999                                                 | 1957, 1959, 1975, 1996                         |
| Everton                 | 3              | 4             | 1965, 1984, 1998                                                 | 1961, 1977, 1983, 2002                         |
| Aston Villa             | 4              | 3             | 1972, 1980, 2002, 2021                                           | 1978, 2004, 2010                               |
| Liverpool               | 4              | 4             | 1996, 2006, 2007, 2019                                           | 1963, 1972, 2009, 2021                         |
| Tottenham Hotspur       | 3              | 2             | 1970, 1974, 1990                                                 | 1981, 1995                                     |
| Ipswich Town            | 3              | 0             | 1973, 1975, 2005                                                 |                                                |
| Manchester City         | 3              | 8             | 1986, 2008, 2020                                                 | 1979, 1980, 1989, 2006, 2015, 2016, 2017, 2019 |
| Crystal Palace          | 2              | 2             | 1977, 1978                                                       | 1992, 1997                                     |
| Sunderland              | 2              | 1             | 1967, 1969                                                       | 1966                                           |
| Millwall                | 2              | 1             | 1979, 1991                                                       | 1994                                           |
| Watford                 | 2              | 1             | 1982, 1989                                                       | 1985                                           |
| Leeds United            | 2              | 0             | 1993, 1997                                                       |                                                |
| Newcastle United        | 2              | 0             | 1962, 1985                                                       |                                                |
| Norwich City            | 2              | 0             | 1983, 2013                                                       |                                                |
| Coventry City           | 1              | 4             | 1987                                                             | 1968, 1970, 1999, 2000                         |
| Wolverhampton Wanderers | 1              | 4             | 1958                                                             | 1953, 1954, 1962, 1976                         |
| Blackburn Rovers        | 1              | 3             | 1959                                                             | 1998, 2001, 2012                               |
| Middlesbrough           | 1              | 2             | 2004                                                             | 1990, 2003                                     |
| West Bromwich Albion    | 1              | 2             | 1976                                                             | 1955, 1969                                     |
| Burnley                 | 1              | 0             | 1968                                                             |                                                |
| Birmingham City         | 0              | 1             |                                                                  | 1967                                           |
| Bristol City            | 0              | 1             |                                                                  | 1973                                           |
| Cardiff City            | 0              | 1             |                                                                  | 1971                                           |
| Charlton Athletic       | 0              | 1             |                                                                  | 1987                                           |
| Chesterfield            | 0              | 1             |                                                                  | 1956                                           |
| Doncaster Rovers        | 0              | 1             |                                                                  | 1988                                           |
| Fulham                  | 0              | 1             |                                                                  | 2014                                           |
| Huddersfield Town       | 0              | 1             |                                                                  | 1974                                           |
| Nottingham Forest       | 0              | 1             |                                                                  | 2022                                           |
| Preston North End       | 0              | 1             |                                                                  | 1960                                           |
| Sheffield United        | 0              | 1             |                                                                  | 2011                                           |
| Sheffield Wednesday     | 0              | 1             |                                                                  | 1991                                           |
| Southampton             | 0              | 1             |                                                                  | 2005                                           |
| Stoke City              | 0              | 1             |                                                                  | 1984                                           |
| Swindon Town            | 0              | 1             |                                                                  | 1964                                           |

## FA Cup và FA Youth Cup
Chỉ có 5 câu lạc bộ đạt được hai cúp FA Cup và FA Youth Cup trong một mùa giải. Chelsea F.C là câu lạc bộ duy nhất đạt được hai lần:
- Arsenal (1970–71)
- Everton (1983–84)
- Coventry City (1986–87)
- Liverpool (2005–06)
- Chelsea (2009–10 và 2011–12)

## Tham dự kỷ lục
Sự tham gia của người hâm mộ cao nhất ở một trận đấu FA Youth Cup là 38.187 trong trận đấu giữa Arsenal và Manchester United ở bán kết tại sân vận động Emirates vào ngày 14 tháng 3 năm 2007, trong đó Arsenal thắng 1-0.
Trong năm 2013, khoảng 3.000 người hâm mộ Norwich đi đến Stamford Bridge thi đấu trận thứ hai của mùa giải 2012-13 và có khoảng 22 Huấn luyện viên cũng tham dự tại đây. Có khoảng 22,000 khán giả đến theo giỏi trận đấu lượt trận thứ hai tại Carrow Road.

## Cầu thủ xuất sắc nhất giải
Bảng cập nhật.

### Những năm 2010
| Cầu thủ       | Vị trí | Câu lạc bộ        | Năm  | Đội tuyển quốc gia | Ra mắt quốc tế                      | Số áo |
| ------------- | ------ | ----------------- | ---- | ------------------ | ----------------------------------- | ----- |
| Aliu Djaló    | MF     | Chelsea           | 2010 | Guiné-Bissau       |                                     | 2     |
| Paul Pogba    | MF     | Manchester United | 2011 | Pháp               | v Gruzia, ngày 22 tháng 3 năm 2013  | 18    |
| Gökhan Töre   | MF     | Chelsea           | 2010 | Thổ Nhĩ Kỳ         | v Estonia, ngày 10 tháng 8 năm 2011 | 19    |
| Jeffrey Bruma | DF     | Chelsea           | 2010 | Hà Lan             | v Ukraina, ngày 12 tháng 8 năm 2010 | 7     |

### Những năm 2000
| Cầu thủ           | Vị trí | Câu lạc bộ        | Năm       | Đội tuyển quốc gia | Ra mắt quốc tế                            | Số áo |
| ----------------- | ------ | ----------------- | --------- | ------------------ | ----------------------------------------- | ----- |
| Abdisalam Ibrahim | MF     | Manchester City   | 2008      | Na Uy              | v Moldova, ngày 15 tháng 1 năm 2014       | 2     |
| Emmanuel Frimpong | MF     | Arsenal           | 2009      | Ghana              | v Sudan, ngày 24 tháng 3 năm 2013         | 1     |
| Jay Bothroyd      | FW     | Arsenal           | 2000      | Anh                | v Pháp, ngày 13 tháng 11 năm 2010         | 1     |
| Dedryck Boyata    | DF     | Manchester City   | 2008      | Bỉ                 | v Áo, ngày 12 tháng 10 năm 2010           | 1     |
| Phil Bardsley     | DF     | Manchester United | 2003      | Scotland           | v Tây Ban Nha, ngày 11 tháng 10 năm 2010  | 13    |
| Jack Wilshere     | MF     | Arsenal           | 2009      | Anh                | v Hungary, ngày 11 tháng 8 năm 2010       | 22    |
| Vladimír Weiss    | MF     | Manchester City   | 2008      | Slovakia           | v Iceland, ngày 12 tháng 8 năm 2009       | 34    |
| Ryan McGivern     | DF     | Manchester City   | 2008      | Bắc Ireland        | v Scotland, ngày 20 tháng 8 năm 2008      | 21    |
| James Morrison    | MF     | Middlesbrough     | 2003,2004 | Scotland           | v Cộng hòa Séc, ngày 30 tháng 5 năm 2008  | 31    |
| Adam Johnson      | MF     | Middlesbrough     | 2004      | Anh                | v México, ngày 24 tháng 5 năm 2010        | 11    |
| Chris Brunt       | MF     | Middlesbrough     | 2003,2004 | Bắc Ireland        | v Thụy Sĩ, ngày 18 tháng 8 năm 2004       | 46    |
| Paul McShane      | DF     | Manchester United | 2003      | Cộng hòa Ireland   | v Cộng hòa Séc, ngày 11 tháng 10 năm 2006 | 31    |
| Wayne Henderson   | GK     | Aston Villa       | 2002      | Cộng hòa Ireland   | v Thụy Điển, ngày 1 tháng 3 năm 2006      | 6     |
| Kieran Richardson | MF     | Manchester United | 2003      | Anh                | v Hoa Kỳ, ngày 28 tháng 5 năm 2005        | 8     |
| Steven Davis      | MF     | Aston Villa       | 2002      | Bắc Ireland        | v Canada ngày 9 tháng 2 năm 2005          | 64    |
| Graham Barrett    | FW     | Arsenal           | 2000      | Cộng hòa Ireland   | v Jamaica ngày 3 tháng 6 năm 2004         | 6     |

### Những năm 1990
| Cầu thủ           | Vị trí | Câu lạc bộ        | Năm  | Đội tuyển quốc gia   | Ra mắt quốc tế                                | Số áo |
| ----------------- | ------ | ----------------- | ---- | -------------------- | --------------------------------------------- | ----- |
| Richard Garcia    | FW     | West Ham United   | 1999 | Úc                   | v Nam Phi ngày 19 tháng 8 năm 2008            | 18    |
| Adam Newton       | DF     | West Ham United   | 1999 | Saint Kitts và Nevis | v Barbados ngày 13 tháng 6 năm 2004           | 5     |
| Francis Jeffers   | FW     | Everton           | 1998 | Anh                  | v Úc ngày 12 tháng 2 năm 2003                 | 1     |
| Paul Robinson     | GK     | Leeds United      | 1997 | Anh                  | v Úc ngày 12 tháng 2 năm 2003                 | 41    |
| Michael Carrick   | MF     | West Ham United   | 1999 | Anh                  | v México ngày 25 tháng 5 năm 2001             | 31    |
| Joe Cole          | MF     | West Ham United   | 1999 | Anh                  | v México ngày 25 tháng 5 năm 2001             | 56    |
| Alan Smith        | FW     | Leeds United      | 1997 | Anh                  | v México ngày 25 tháng 5 năm 2001             | 19    |
| Stephen McPhail   | MF     | Leeds United      | 1997 | Cộng hòa Ireland     | v Scotland ngày 30 tháng 5 năm 2000           | 10    |
| Richard Dunne     | DF     | Everton           | 1998 | Cộng hòa Ireland     | v Hy Lạp ngày 26 tháng 4 năm 2000             | 80    |
| Gareth Roberts    | DF     | Liverpool         | 1996 | Wales                | v Phần Lan ngày 29 tháng 3 năm 2000           | 9     |
| Matt Jones        | MF     | Leeds United      | 1997 | Wales                | v Thụy Sĩ ngày 9 tháng 10 năm 1999            | 13    |
| Jonathan Woodgate | DF     | Leeds United      | 1997 | Anh                  | v Bulgaria ngày 9 tháng 6 năm 1999            | 8     |
| Jamie Carragher   | DF     | Liverpool         | 1996 | Anh                  | v Hungary ngày 29 tháng 4 năm 1999            | 38    |
| David Johnson     | FW     | Manchester United | 1995 | Jamaica              | v Trinidad và Tobago ngày 28 tháng 3 năm 1999 | 5     |
| Alan Maybury      | DF     | Leeds United      | 1997 | Cộng hòa Ireland     | v Cộng hòa Séc ngày 25 tháng 3 năm 1998       | 10    |
| Michael Owen      | FW     | Liverpool         | 1996 | Anh                  | v Chile ngày 11 tháng 2 năm 1998              | 89    |
| Nicky Butt        | MF     | Manchester United | 1992 | Anh                  | v México ngày 29 tháng 3 năm 1997             | 39    |
| Philip Mulryne    | MF     | Manchester United | 1995 | Bắc Ireland          | v Bỉ ngày 11 tháng 2 năm 1997                 | 27    |
| David Beckham     | MF     | Manchester United | 1992 | Anh                  | v Moldova ngày 1 tháng 9 năm 1996             | 115   |
| Phil Neville      | DF     | Manchester United | 1995 | Anh                  | v Trung Quốc ngày 23 tháng 5 năm 1996         | 59    |
| Simon Davies      | MF     | Manchester United | 1992 | Wales                | v Thụy Sĩ ngày 24 tháng 4 năm 1996            | 1     |
| Harry Kewell      | MF     | Leeds United      | 1997 | Úc                   | v Chile ngày 24 tháng 4 năm 1996              | 58    |
| Robbie Savage     | FW     | Manchester United | 1992 | Wales                | v Albania ngày 15 tháng 11 năm 1995           | 39    |
| Gary Neville      | DF     | Manchester United | 1992 | Anh                  | v Nhật Bản ngày 3 tháng 6 năm 1995            | 85    |
| Keith Gillespie   | MF     | Manchester United | 1992 | Bắc Ireland          | v Bồ Đào Nha ngày 7 tháng 9 năm 1994          | 86    |
| Ryan Giggs        | FW     | Manchester United | 1992 | Wales                | v Đức ngày 16 tháng 10 năm 1991               | 64    |

### Những năm 1980
| Cầu thủ          | Vị trí | Câu lạc bộ       | Năm  | Đội tuyển quốc gia | Ra mắt quốc tế                        | Số áo |
| ---------------- | ------ | ---------------- | ---- | ------------------ | ------------------------------------- | ----- |
| David James      | GK     | Watford          | 1989 | Anh                | v México ngày 29 tháng 3 năm 1997     | 53    |
| Andy Hinchcliffe | DF     | Manchester City  | 1986 | Anh                | v Moldova ngày 1 tháng 9 năm 1996     | 7     |
| David White      | MF     | Manchester City  | 1986 | Anh                | v Tây Ban Nha ngày 9 tháng 9 năm 1992 | 1     |
| Mark Walters     | MF     | Aston Villa      | 1980 | Anh                | v New Zealand ngày 3 tháng 6 năm 1991 | 1     |
| Jeremy Goss      | MF     | Norwich City     | 1983 | Wales              | v Iceland ngày 1 tháng 5 năm 1991     | 9     |
| Steve Morrow     | DF     | Arsenal          | 1988 | Bắc Ireland        | v Uruguay ngày 19 tháng 5 năm 1990    | 39    |
| Pat Scully       | DF     | Arsenal          | 1988 | Cộng hòa Ireland   | v Tunisia ngày 19 tháng 10 năm 1988   | 1     |
| Paul Gascoigne   | MF     | Newcastle United | 1985 | Anh                | v Đan Mạch ngày 14 tháng 9 năm 1988   | 57    |
| Tony Rees        | FW     | Aston Villa      | 1980 | Wales              | v Na Uy ngày 6 tháng 6 năm 1984       | 1     |

### Những năm 1970
| Cầu thủ           | Vị trí | Câu lạc bộ           | Năm        | Đội tuyển quốc gia | Ra mắt quốc tế                        | Số áo |
| ----------------- | ------ | -------------------- | ---------- | ------------------ | ------------------------------------- | ----- |
| Terry Fenwick     | DF     | Crystal Palace       | 1977, 1978 | Anh                | v Wales ngày 2 tháng 5 năm 1984       | 20    |
| Derek Statham     | DF     | West Bromwich Albion | 1976       | Anh                | v Wales ngày 23 tháng 2 năm 1983      | 3     |
| Steve Lovell      | FW     | Crystal Palace       | 1978       | Wales              | v Liên Xô ngày 18 tháng 11 năm 1981   | 6     |
| Kevin O'Callaghan | MF     | Millwall             | 1979       | Cộng hòa Ireland   | v Tiệp Khắc ngày 29 tháng 4 năm 1981  | 21    |
| Noel Brotherston  | MF     | Tottenham Hotspur    | 1974       | Bắc Ireland        | v Scotland ngày 16 tháng 5 năm 1980   | 27    |
| Jerry Murphy      | MF     | Crystal Palace       | 1977, 1978 | Cộng hòa Ireland   | v Wales ngày 11 tháng 9 năm 1979      | 3     |
| Peter Nicholas    | MF     | Crystal Palace       | 1978       | Wales              | v Scotland ngày 19 tháng 5 năm 1979   | 73    |
| John Wark         | MF     | Ipswich Town         | 1975       | Scotland           | v Wales ngày 19 tháng 5 năm 1979      | 29    |
| John Gidman       | DF     | Aston Villa          | 1972       | Anh                | v Luxembourg ngày 30 tháng 3 năm 1977 | 1     |
| Brian Little      | FW     | Aston Villa          | 1972       | Anh                | v Wales ngày 21 tháng 5 năm 1975      | 1     |
| Graeme Souness    | MF     | Tottenham Hotspur    | 1970       | Scotland           | v Đông Đức ngày 30 tháng 10 năm 1974  | 54    |

### Những năm 1960
| Cầu thủ        | Vị trí | Câu lạc bộ        | Năm        | Đội tuyển quốc gia | Ra mắt quốc tế                          | Số áo |
| -------------- | ------ | ----------------- | ---------- | ------------------ | --------------------------------------- | ----- |
| Jimmy Rimmer   | GK     | Manchester United | 1964       | Anh                | v Ý ngày 28 tháng 5 năm 1976            | 1     |
| Billy Hughes   | FW     | Sunderland        | 1967       | Scotland           | v Thụy Điển ngày 16 tháng 4 năm 1975    | 1     |
| Dave Thomas    | FW     | Burnley           | 1968       | Anh                | v Tiệp Khắc ngày 30 tháng 10 năm 1974   | 8     |
| Dennis Yaager  | MF     | Everton           | 1965       | Úc                 | v Iran ngày 4 tháng 11 năm 1970         | 2     |
| Sammy Nelson   | FW     | Arsenal           | 1966       | Bắc Ireland        | v Anh ngày 21 tháng 4 năm 1970          | 51    |
| Pat Rice       | DF     | Arsenal           | 1966       | Bắc Ireland        | v Israel ngày 10 tháng 9 năm 1968       | 49    |
| Bobby Moncur   | FW     | Newcastle United  | 1962       | Scotland           | v Hà Lan ngày 30 tháng 5 năm 1968       | 16    |
| David Sadler   | FW     | Manchester United | 1964       | Anh                | v Bắc Ireland ngày 22 tháng 11 năm 1967 | 4     |
| Peter Bonetti  | GK     | Chelsea           | 1960       | Anh                | v Đan Mạch ngày 3 tháng 7 năm 1966      | 7     |
| Terry Venables | MF     | Chelsea           | 1960, 1961 | Anh                | v Bỉ ngày 21 tháng 10 năm 1964          | 2     |
| George Best    | FW     | Manchester United | 1964       | Bắc Ireland        | v Wales ngày 15 tháng 4 năm 1964        | 37    |
| Bobby Tambling | FW     | Chelsea           | 1960       | Anh                | v Wales ngày 21 tháng 11 năm 1962       | 3     |

### Những năm 1950
| Cầu thủ         | Vị trí | Câu lạc bộ              | Năm              | Đội tuyển quốc gia | Ra mắt quốc tế                              | Số áo |
| --------------- | ------ | ----------------------- | ---------------- | ------------------ | ------------------------------------------- | ----- |
| Keith Newton    | DF     | Blackburn Rovers        | 1959             | Anh                | v Tây Đức ngày 23 tháng 2 năm 1966          | 27    |
| Shay Brennan    | FW     | Manchester United       | 1955             | Cộng hòa Ireland   | v Tây Ban Nha ngày 5 tháng 5 năm 1965       | 19    |
| Fred Pickering  | DF     | Blackburn Rovers        | 1959             | Anh                | v Hoa Kỳ ngày 27 tháng 5 năm 1964           | 3     |
| Mike England    | DF     | Blackburn Rovers        | 1959             | Wales              | v Bắc Ireland ngày 11 tháng 4 năm 1962      | 44    |
| Phil Kelly      | DF     | Wolverhampton Wanderers | 1958             | Cộng hòa Ireland   | v Wales ngày 28 tháng 9 năm 1960            | 5     |
| Joe Carolan     | MF     | Manchester United       | 1956             | Cộng hòa Ireland   | v Thụy Điển ngày 1 tháng 11 năm 1959        | 2     |
| Wilf McGuinness | MF     | Manchester United       | 1954, 1955, 1956 | Anh                | v Bắc Ireland ngày 4 tháng 10 năm 1958      | 2     |
| Bobby Charlton  | FW     | Manchester United       | 1954, 1955, 1956 | Anh                | v Scotland ngày 19 tháng 4 năm 1958         | 106   |
| David Pegg      | FW     | Manchester United       | 1953, 1954       | Anh                | v Cộng hòa Ireland ngày 19 tháng 5 năm 1957 | 1     |
| Billy Whelan    | FW     | Manchester United       | 1953             | Cộng hòa Ireland   | v Hà Lan ngày 10 tháng 5 năm 1956           | 4     |
| Duncan Edwards  | MF, FW | Manchester United       | 1953, 1954, 1955 | Anh                | v Scotland ngày 2 tháng 4 năm 1955          | 18    |